# Movimento Patriottico di Salvezza
Il Movimento Patriottico di Salvezza (in francese Mouvement Patriotique du Salut; in arabo الحركة الوطنية للإنقاذ‎?) è un partito politico fondato in Ciad nel 1990 su iniziativa di Idriss Déby.

## Risultati elettorali
| Elezione          | Voti      | %     | Seggi     |
| ----------------- | --------- | ----- | --------- |
| Parlamentari 1997 | 504.045   | 40,00 | 65 / 125  |
| Parlamentari 2002 |           |       | 113 / 155 |
| Parlamentari 2011 |           |       | 113 / 188 |
| Parlamentari 2024 | 1.814.429 | 45,18 | 124 / 188 |

| Controllo di autorità | VIAF (EN) 140563499 · ISNI (EN) 0000 0001 2292 7809 · LCCN (EN) no95002845 |